# Novica Bjelica
Pour les articles homonymes, voir Bjelica (homonymie).
Novica Bjelica est un joueur serbe de volley-ball né le 9 février 1983 à Pula (Yougoslavie, actuelle Croatie). Il mesure 2,02 m et joue central. Il totalise 107 sélections en équipe de Serbie.

## Clubs
| Club                        | Pays                 | De        | À         |
| --------------------------- | -------------------- | --------- | --------- |
| Buducnost Podgorica         | Serbie-et-Monténégro | 2003-2004 | 2003-2004 |
| Icom Latina                 | Italie               | 2004-2005 | 2006-2007 |
| Copra Piacenza              | Italie               | 2007-2008 | 2014-2015 |
| Stade Poitevin Volley Beach | France               | 2015-2016 | 2016-2017 |

2017-2018

## Palmarès
- Ligue mondiale
  - Finaliste : 2008, 2009
- Championnat d'Italie (1)
  - Vainqueur : 2009
  - Finaliste : 2007, 2008